# Конельга
Конельга — река в России, протекает по Каргасокскому району Томской области. Устье реки находится в 9 км по левому берегу реки Шеделга. Длина реки составляет 17 км. Высота устья — 47,7 м над уровнем моря. Высота истока — 59,8 м над уровнем моря.

## Данные водного реестра
По данным государственного водного реестра России относится к Верхнеобскому бассейновому округу, водохозяйственный участок реки — Обь от впадения реки Васюган до впадения реки Вах, речной подбассейн реки — Васюган. Речной бассейн реки — (Верхняя) Обь до впадения Иртыша.
Код объекта в государственном водном реестре — 13010900112115200033148.